# Maria Teresa Motta
Maria Teresa Motta (ur. 19 kwietnia 1963 w San Remo) – włoska judoczka. Olimpijka z Barcelony 1992, gdzie zajęła szesnaste miejsce w wadze ciężkiej. Startowała w turnieju pokazowym w Seulu 1988.
Triumfatorka mistrzostw świata w 1984; trzecia w 1982; piąta w 1987. Brała udział w turnieju w 1986, 1989, 1991. Startowała w Pucharze Świata w 1989 i 1990. Zdobyła siedem medali na mistrzostwach Europy w latach 1981 – 1990 roku.

## Letnie Igrzyska Olimpijskie 1988
| Konkurencja | Eliminacje              | Klas. końcowa |
| Konkurencja | Przeciwnik I            | Miejsce       |
| ----------- | ----------------------- | ------------- |
| +72 kg      | Margaret Castro (USA) P | 7.            |

## Letnie Igrzyska Olimpijskie 1992
| Konkurencja | Eliminacje          | Klas. końcowa |
| Konkurencja | Przeciwnik I        | Miejsce       |
| ----------- | ------------------- | ------------- |
| +72 kg      | Éva Gránitz (HUN) P | 16.           |